# Serrat de Sant Andreu
El Serrat de Sant Andreu, o Serrat sobre Sant Andreu, com apareix en diversos documents, és una serra situada a cavall dels termes municipals de Calders i de Monistrol de Calders, a la comarca del Moianès.
Està situada a l'extrem nord-occidental del terme monistrolenc, és un contrafort cap a ponent de la Serra de les Abrines, des d'on davalla cap al lloc on hi ha les restes de l'església de Sant Andreu, al nord-est de la Casa Gran de Bellveí. Tot el seu costat de ponent constitueix el paratge de l'Ortigós.